# Heliconius aristeus
Heliconius aristeus är en fjärilsart som beskrevs av Heinrich Neustetter 1931. Heliconius aristeus ingår i släktet Heliconius och familjen praktfjärilar. Inga underarter finns listade i Catalogue of Life.